# Diaphora mendica
Espèce
L'Écaille mendiante (Diaphora mendica) est une espèce paléarctique de lépidoptères (papillons) de la famille des Erebidae et de la sous-famille des Arctiinae.

## Description
Le dimorphisme sexuel est prononcé : l'imago mâle est gris-brun avec petites taches noires, tandis que la femelle est blanche également tachetée de noir.

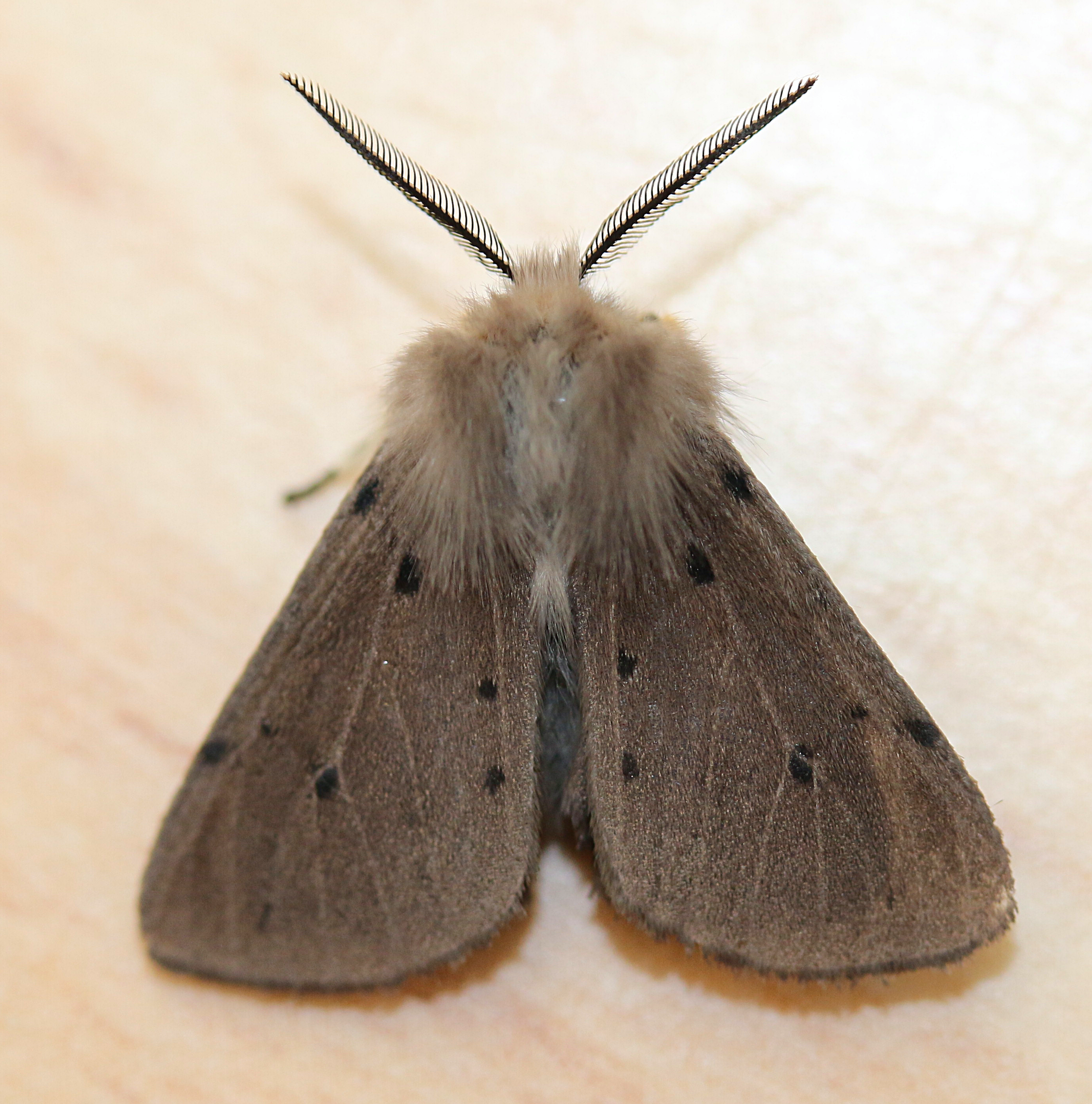
Mâle.
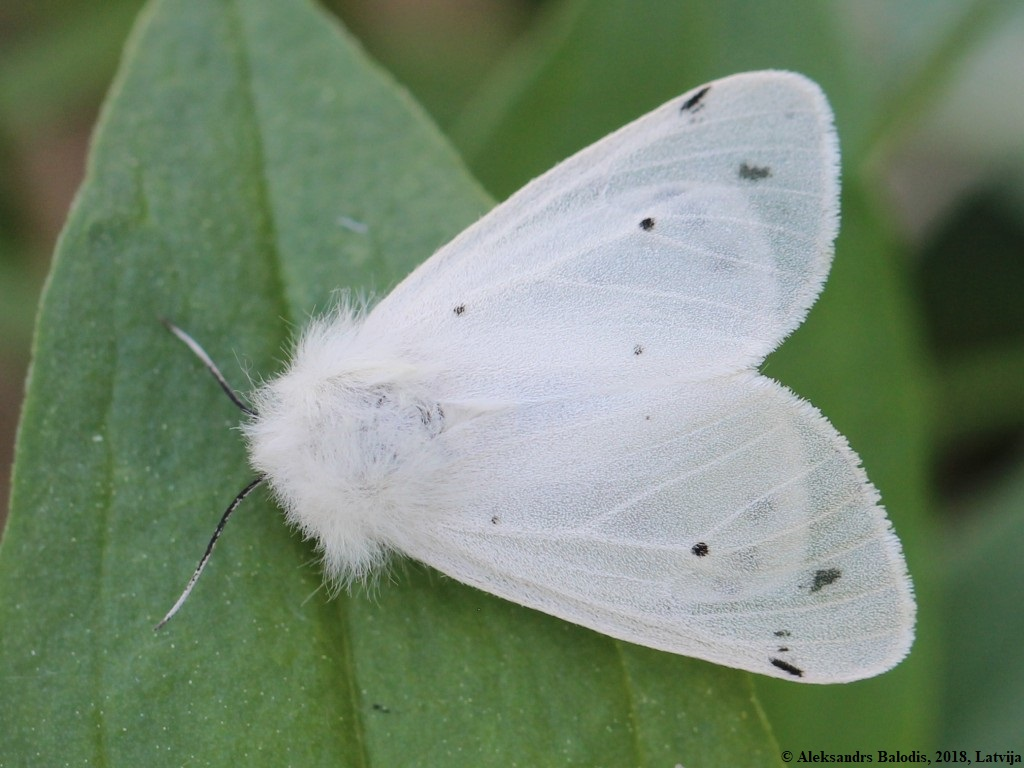
Femelle.
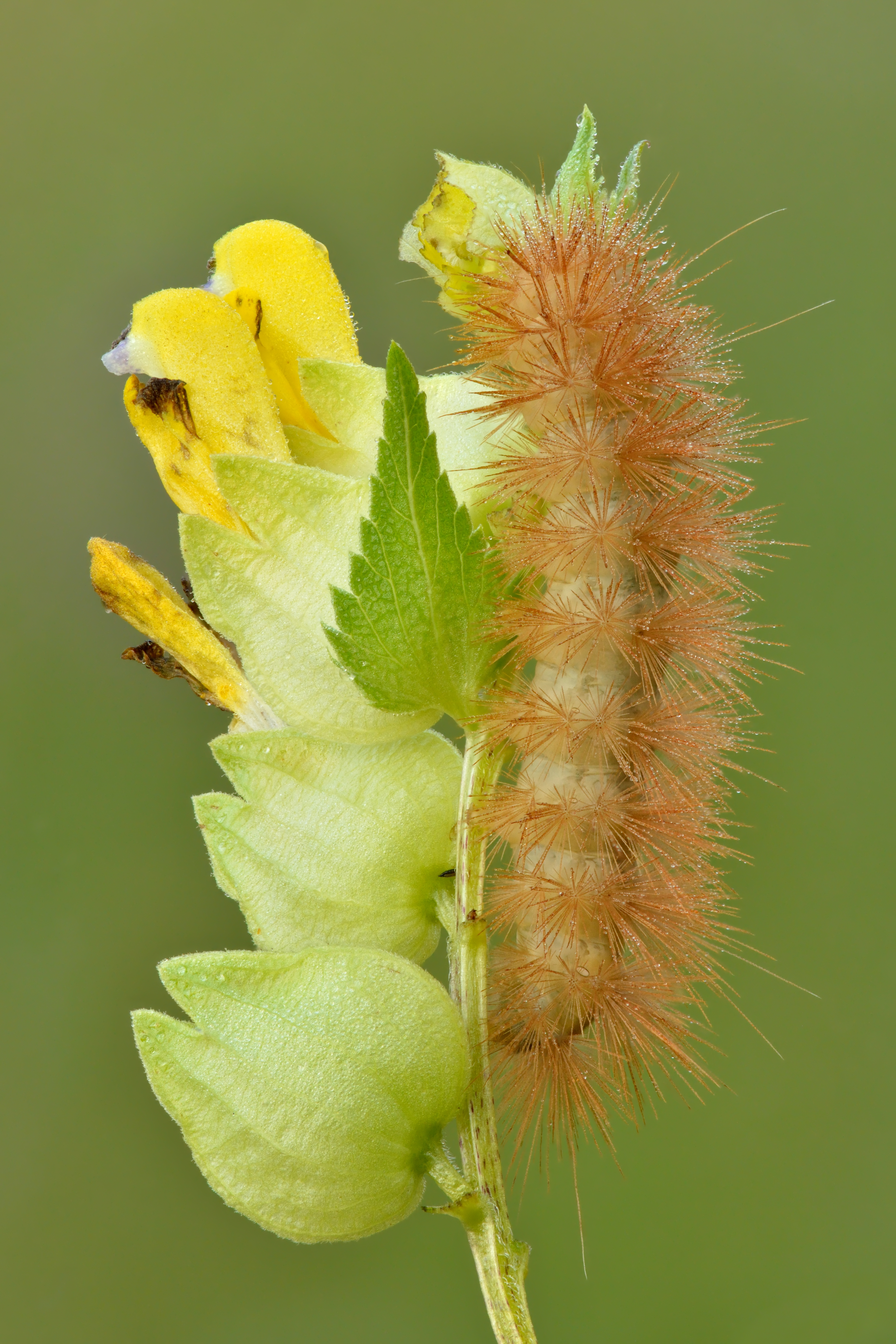
Chenille.

## Répartition
Diaphora mendica est répandue en Europe moyenne et septentrionale, et dans une partie de l'Asie (Asie Mineure, Russie, Altaï).
Elle est présente dans toute la France métropolitaine continentale, mais absent de Corse,.

## Habitat
Cette espèce occupe presque tous les milieux, y compris les jardins dans des zones urbaines, jusqu'à environ 2 000 m d'altitude.

## Biologie
L'espèce est univoltine et les adultes volent de mars à juin.
La chenille est polyphage, se nourrissant de diverses plantes herbacées.